# Ricardo Bralo
Ricardo Bralo, född 28 augusti 1916, är en argentinsk friidrottare. Han deltog vid olympiska sommarspelen 1948.